# Lợn Celtic
Lợn Celtic (tiếng Galicia: Porco celta) là một giống lợn bản địa có nguồn gốc từ cộng đồng tự trị của Galicia ở tây bắc Tây Ban Nha. Về lịch sử giống, mặc dù chúng tương đối phổ biến cho đến đầu thế kỷ 20, những con lợn Celtic đã gần như biến mất vào những năm 1980. Loài này đang hồi phục và hiện có hơn 2 500 lợn nái thuần chủng. Đặc điểm của lợn Celtic phát triển chậm hơn và phát triển nhiều chất béo hơn các giống hiện đại như lợn trắng lớn (Large White), khiến chúng kém phù hợp hơn với sản xuất thịt thương mại theo kiểu chăn nuôi thâm canh (chăn nuôi công nghiệp), nhưng lý tưởng cho việc tạo ra các sản phẩm thịt lợn đã được bảo quản.

## Sản lượng
| Năm  | Heo nái | Heo nọc | Tổng  |
| ---- | ------- | ------- | ----- |
| 2009 | 2 643   | 1 751   | 4 394 |
| 2010 | 2 687   | 1 787   | 4 474 |
| 2011 | 2 587   | 1 889   | 4 476 |
| 2012 | 2 684   | 1 907   | 4 591 |
| 2013 | 2 634   | 1 668   | 4 302 |
| 2014 | 2 532   | 1 596   | 4 128 |